# Mega Mix (Snap!)
Mega Mix è un singolo del gruppo musicale tedesco Snap!, pubblicato il 18 marzo 1991. È un mix dei quattro singoli precedenti tratti dal primo album del gruppo, World Power (1990). Le canzoni sono in ordine: Ooops Up, The Power, Cult of Snap e Mary Had a Little Boy. La traccia è stata in seguito inserita nella raccolta Snap! Attack: The Best of Snap! (1996).

## Tracce
7" Single
1. Mega Mix – 4:39
2. Cult of Snap (Cult's Dub Mosaic Meets Snap Edit) – 4:26

CD Maxi
1. Snap Mega Mix – 8:34
2. Cult's Dub (Mosaic Meets Snap Edit) – 6:26
3. Snap Mega Mix (7" Edit) – 4:39

## Classifiche
| Classifica (1991) | Posizione massima |
| ----------------- | ----------------- |
| Australia         | 28                |
| Austria           | 22                |
| Belgio (Fiandre)  | 11                |
| Danimarca         | 4                 |
| Europa            | 11                |
| Finlandia         | 2                 |
| Germania          | 15                |
| Irlanda           | 6                 |
| Nuova Zelanda     | 7                 |
| Paesi Bassi       | 5                 |
| Portogallo        | 1                 |
| Regno Unito       | 10                |
| Svezia            | 17                |
| Svizzera          | 5                 |